# ブルダック
ブルダック（英: Buldak、韓: 불닭）は朝鮮料理の一つで、多量のスパイスを用いたバーベキューチキン料理である。ブル（韓: 불）は韓国語で「火」、ダック（韓: 닭）は「鶏肉」を意味する。

## 歴史
ブルダックは、主にその際立つ辛さの為、2004年頃から大韓民国で人気となった。その頃、韓国では長期的な不況と経済の低迷が続いており、現地の人々はストレスを和らげるスパイシーな食べ物を探し求めていた。ブルダックの人気の上昇は、韓国で激辛料理の流行を引き起こし、ブルダックのフランチャイズ店が増加した。しかし、2001年4月にブルダックという名前の著作権を主張するBuwon Food社により商標が登録され、これに対して、Hongcho Buldak等の主要なブルダック店は、この用語は一般名詞として使用されていると強く反対した。2008年4月30日、韓国特許法院は、この言葉は一般化しており、ブルダックと言う名称は独占できないとの判断を示した。韓国でのブルダックの人気は近年落ちてきているが、三養食品のブルダック炒め麺等、派生の料理で成功しているものもある。

## 作り方
ブルダックは、一口大の鶏肉をグリルするか揚げてから、粉末唐辛子、コチュジャン、醤油、シロップ、ニンニク、ショウガを含むスパイシーなソースと絡める。唐辛子粉末は、スパイシーさの強い青陽唐辛子から作ったものが好まれる。スライスしたカレットック（餅）や溶けたチーズは、良く追加される。辛さを緩和するため、ケランチムや茹でヌルンジ等、マイルドな味の副食がしばしば添えられ、ビール等のアルコール飲料とともに食べられる。